# Sadala Point
Der Sadala Point (englisch; bulgarisch нос Садала nos Sadala) ist eine 500 m lange Landspitze an der Südostküste von Robert Island im Archipel der Südlichen Shetlandinseln. Sie liegt 2,4 km nordöstlich des Robert Point, 3 km südsüdwestlich des Batuliya Point und 4,7 km südlich des Kitchen Point.
Bulgarische Wissenschaftler kartierten sie 2009. Die bulgarische Kommission für Antarktische Geographische Namen benannte sie im selben Jahr nach Sadala I., König der Thraker von 87 v. Chr. bis 79 v. Chr.